# Paroxysmální noční hemoglobinurie
Paroxysmální noční hemoglobinurie (anglicky Paroxysmal nocturnal hemoglobinuria; PNH) je onemocnění krvetvorby, vzácný druh anémie, jež je charakterizováno třemi hlavními klinickými projevy, jako je intravaskulární hemolýza, žilní a arteriální trombóza a různé formy dřeňového selhání.

## Charakteristika
Jedná se o velmi vzácné, život ohrožující a nevyléčitelné onemocnění s genetickým pozadím, jehož incidence je 0,1 na 100 000 obyvatel za rok. Představuje získanou korpuskulární chorobu hemolýzy, při níž se nezhoubnou klonální proliferací tvoří abnormální pluripotentní myeloidní kmenové buňky.
Onemocnění získalo svůj název podle výrazného symptomu, kterým je noční výskyt červené moči. Další klinické projevy jsou značně variabilní a zahrnují únavu, anémii, dušnost, chronickou nemoc ledvin, bolest břicha, erektilní dysfunkci a další. Rizikem hemolýzy s následnou intravaskulární hyperkoagulací jsou fatální trombózy, hlavně jaterní či mozkové, ohrožující život.
V pozadí těchto projevů stojí genetický problém v podobě mutace genu PIGA, která narušuje funkci molekul sloužících jako obrana proti útoku komplementu na vlastní krevní buňky. Porušeny jsou tak membránové proteiny u krvinek myelopoézy vázající fosfatidylinositol, jež za normálního stavu inhibují aktivaci komplementu. Důsledkem je výskyt, spolu s normálními krvinkami, i populace erytrocytů senzitivních na komplement, což vede k její hemolýze.
Rozpad krvinek má záchvatovitý charakter, především v nočních hodinách, s následným ranním obrazem hnědé moči (hemoglobinurie). Část pacientů je schopna kompenzovat hemolýzu vyšší krvetvorbou kostní dřeně a retikulocytózou v krvi. Pokud je tato náhrada nedostatečná, nastupuje transfúze.

### Léčba
Příznaky onemocnění jsou tlumeny transfúzí erytrocytů nebo moderní biologickou léčbou eculizumabem.